# John Rambo (lekkoatleta)
John Barnett Rambo (ur. 9 sierpnia 1943 w Atlancie, zm. 8 stycznia 2022 w Paramount) – amerykański lekkoatleta, skoczek wzwyż, medalista olimpijski.

## Kariera sportowa
Największym sukcesem Johna Rambo jest brązowy medal (2,16 m) zdobyty podczas XVIII Letnich Igrzysk Olimpijskich Tokio 1964. W 1968 nie zakwalifikował się na kolejne igrzyska olimpijskie, zajmując 4. miejsce w narodowych kwalifikacjach.
W 1967 i 1969 był halowym mistrzem Stanów Zjednoczonych, w 1964 zdobył złoty medal mistrzostw National Collegiate Athletic Association (NCAA).
W 1965 został wybrany w 6. rundzie draftu NBA przez St. Louis Hawks, jednak ostatecznie nigdy nie grał profesjonalnie w koszykówkę.

## Rekordy życiowe
- Skok wzwyż – 2,21 m (1967)